# Refuge Quintino Sella (Mont-Blanc)
Pour les articles homonymes, voir Refuge Quintino Sella.
La refuge Quintino Sella est un refuge du massif du Mont-Blanc, situé dans le val Vény, sur la commune de Courmayeur à 3 363 mètres d'altitude.

## Histoire
Il a été construit en 1885 et dédié à l'alpiniste piémontais Quintino Sella.

## Caractéristiques et informations
Ce refuge se situe sur la dorsale sud-occidentale du Rocher du Mont-Blanc. Il a été bâti en pierre, en bois et en tôle. Il dispose de couvertes et de matelas pneumatiques, mais il est dépourvu d'eau courante et d'énergie électrique.

## Accès
On rejoint le refuge Sella depuis le hameau Lavisaille, en 6 heures environ.

## Ascensions
- Rocher du Mont-Blanc - 3 883 mètres
- Pointe Louis Amédée - 4 460 mètres
- Crête du Brouillard - 3 883 mètres
- Mont Blanc - 4 806 mètres